# Ilha de Ons

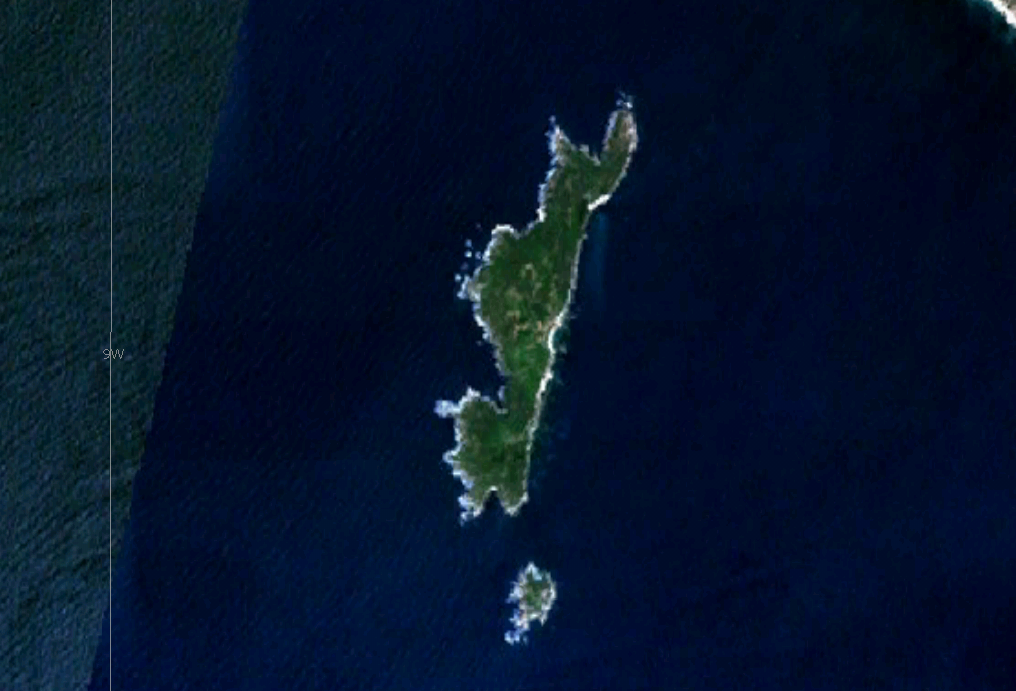
Imagem de satélite da ilha de Ons

A ilha de Ons (em galego: Illa de Ons; em castelhano: Isla de Ons) faz parte do pequeno arquipélago de Ilhas Ons, formado por ilhas e ilhéus que se encontram à entrada da Ria de Pontevedra. Com 5,5 km de comprimento, é a ilha mais extensa da costa Atlântica da Península Ibérica. A zona ocidental é a mais escarpada, com alcantilados abruptos, enquanto a oriental é mais suave e tem numerosas praias.
Pela sua riqueza natural e paisagística, a ilha de Ons é um dos componentes, juntamente com as Cíes, Sálvora e Cortegada, do Parque Nacional das Ilhas Atlânticas da Galiza, o primeiro Parque Nacional da Galiza. Mas Ons possui também características sociais, históricas e etnográficas, que junto com a sua arquitetura popular de estilo marinheiro e a sua excelente gastronomia, a convertem na ilha mais interessante do parque nacional galego.[parcial?]

## Geografia

### Situação e administração
A administração da ilha pertence ao concelho de Bueu, devido a motivos sociais e não de proximidade geográfica, já que os antigos colonos insulares procediam da comarca do Morrazo e, mais concretamente, do concelho de Bueu, especialmente da paróquia de Beluso, onde reside ainda um importante contingente de insulares retornados a terra firme.
O concelho de Sanxenxo sempre teve pretensões sobre a ilha baseando-se em motivos geográficos; de facto, depois da criação dos concelhos modernos no século XIX, a ilha foi adscrita primeiramente ao concelho de Sanxenxo, ainda que hoje em dia seja uma paróquia do concelho de Bueu.
A ilha encontra-se fechando a entrada da ria de Pontevedra, a que protege dos fortes ventos do oeste e sudoeste. As costas mais próximas situam-se, a norte, na Punta Faxilda (Noalla, Sanxenxo), a 3,8 km; Punta Abelleira (San Vicente do Grove, O Grove), a 5,7 km; o cabo Udra (Beluso, Bueu), a 8,3 km; e Punta de Couso (O Hío, Cangas), a 8,4 km.

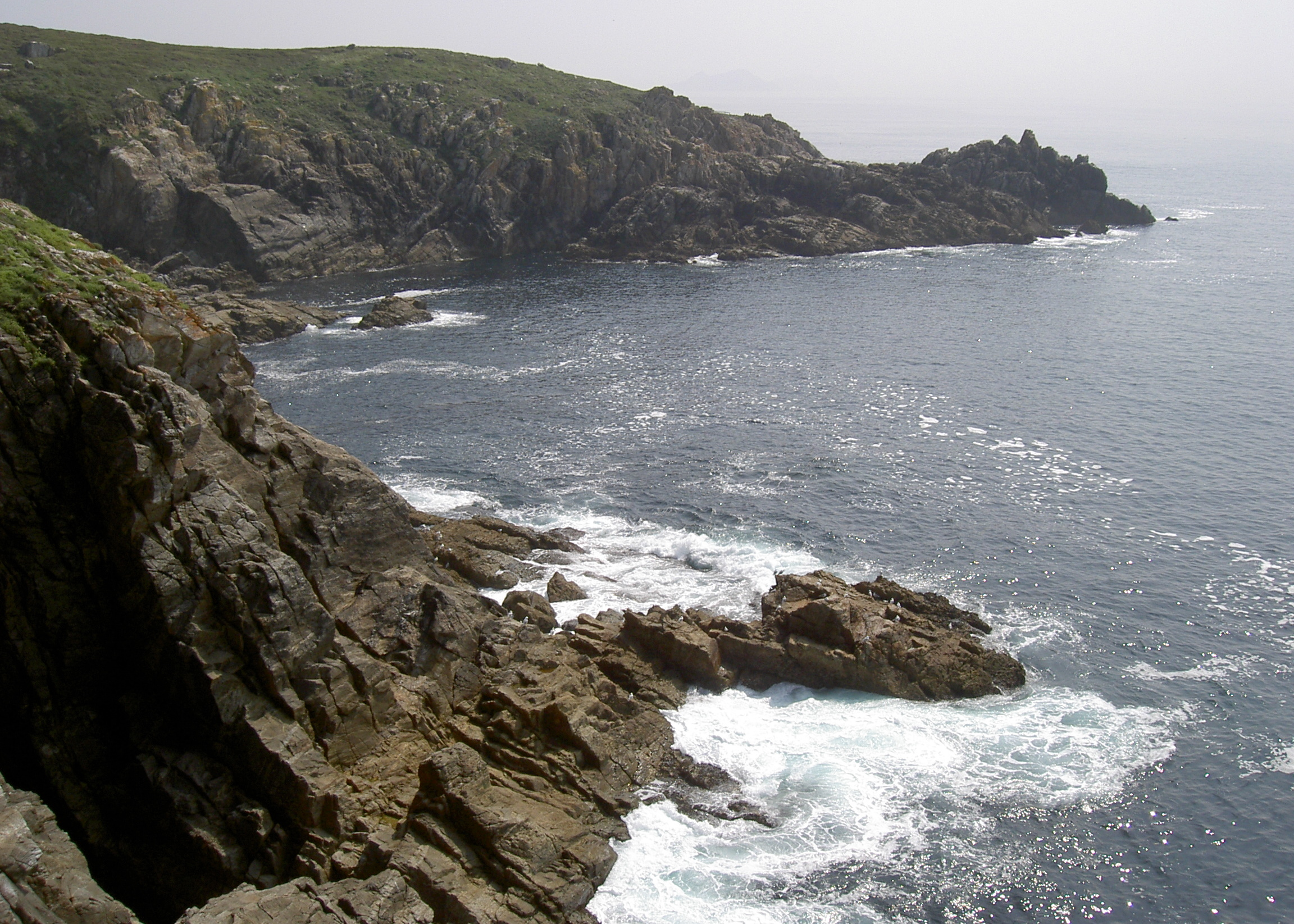
Buraco do Inferno, na costa ocidental da ilha

### Caracterização geográfica
A ilha de Ons faz parte de um arquipélago popularmente conhecido como As Ons. O arquipélago é composto também pela Ilha de Onza, situada a sul, e por vários ilhéus espalhados por todo o seu perímetro, entre os quais se podem mencionar:
- A Freitosa, o maior deles, junto com o seu ilhéu gêmeo A Freitosa de Terra, ambos muito perto da costa sudoeste da ilha.
- O Centolo, no seu extremo norte, de destacada forma, trata-se da parte do arquipélago mais achegada à terra firme.
- O Cairo, situado em frente do antigo cemitério da ilha. Trata-se de um penhasco rochoso que tem característica forma de dente canino.
- A Laxe do Abade, perto do cais. De valor histórico por possuir no seu cume um sepulcro antropomorfo medieval lavrado na pedra.
- A Pedra do Fedorento, ao sul da ilha.
- A Illa do Xuvenco, ao norte.
- O Con dos Galos, e outros de menor tamanho e importância.

A ilha tem 6 quilómetros de comprimento por 1,5 de largura e 414 hectares de superfície. Estende-se de norte a sul, em posição perpendicular à Ria de Pontevedra.
A costa da ilha diferencia-se muito na sua ribeira oriental (a que mira à ria) e a ocidental, aberta ao mar. Esta última é muito recortada, com duas grandes enseadas (a de Bastián de Val ao norte e a de Canibeliñas ao sul) destacando nela numerosos ilhéus e penhascos; trata-se de um litoral inteiramente formado por pequenas piscinas naturais. A costa oriental é retilínea e relativamente baixa, e é aí onde se encontra a maioria das praias da ilha e onde está o núcleo populacional.
As praias da ilha de norte a sul são, na costa oriental:
- Praia de Melide; a maior, nudista, com um valioso campo de dunas.
- Praia do Almacén ou Das dornas; junto ao cais pela sua parte norte, bastante grande.
- Praia de Area dos Cans; a sul do cais. É a mais concorrida, por estar debaixo do pequeno núcleo urbano da ilha.
- Praia de Canexol; sob o castro e o cemitério da ilha.
- Praia de Pereiró; a mais meridional, sob a aldeia do mesmo nome e rodeada de uma exuberante envolvente.

E na costa ocidental:
- Praia das Fontiñas
- Praia de Liñeiro

A orografia da ilha é 'tufada', cuja sucessão de elevação de cumes chões que conformam páramos de Ulex europaeus e carrasqueira. A elevação máxima encontra-se no Alto do Cucorno, Vértice geodésico de 118 metros de altura, precisamente onde se situa o farol. Entre as colinas (outeiros) aparadas abrem-se pequenos vales que frequentemente coincidem com as enseadas que penetram na sua costa ocidental. As outras elevações da ilha encontram-se no Alto da Freitosa (97 metros) e no Alto da Altura (77 metros), a sul; e no Alto da Cerrada (103 metros) e o de O Centolo (86 metros), a norte.
A ilha carece de correntes de água contínuas mas, apesar disso, é rica em abundantes regatos sazonais, em fontes e em aquíferos. Esta abundância de água doce foi um dos motivos que permitiram o estabelecimento de população estável. Estão catalogadas um total de nove fontes e sete mananciais; todas as aldeias espalhadas pela ilha contam com pelo menos uma fonte de água potável.

### População
No ano 2005 habitavam na ilha permanentemente 61 pessoas, observando-se um enorme baixa populacional relativamente a meados do século XX, quando chegou a estar habitada por 530 pessoas (ano 1953). Ainda assim, os dados atuais supõem também uma certa recuperação se comparados com os de finais da década de 1980 (em 1986 a ilha tinha apenas 16 habitantes).
As causas desta sangria demográfica há que as ver no próprio isolamento do enclave e nas consequentes dificuldades de comunicação com o continente, a falta de serviços médicos e sanitários, a dificuldade de conseguir permissões para a construção de novas casas (ao que se une a impossibilidade de se converter em proprietário), a falta de energia elétrica, apesar da instalação de um gerador que funcionava somente umas poucas horas ao dia (hoje em dia este problema está praticamente solucionado), etc.
A população da ilha distribui-se pelo lado oriental da mesma, desde as ladeiras dos páramos até à costa. Está repartida por nove aldeias, que oficialmente estão agrupadas num único núcleo populacional chamado genericamente de Ons. As nove aldeias da ilha são as seguintes:

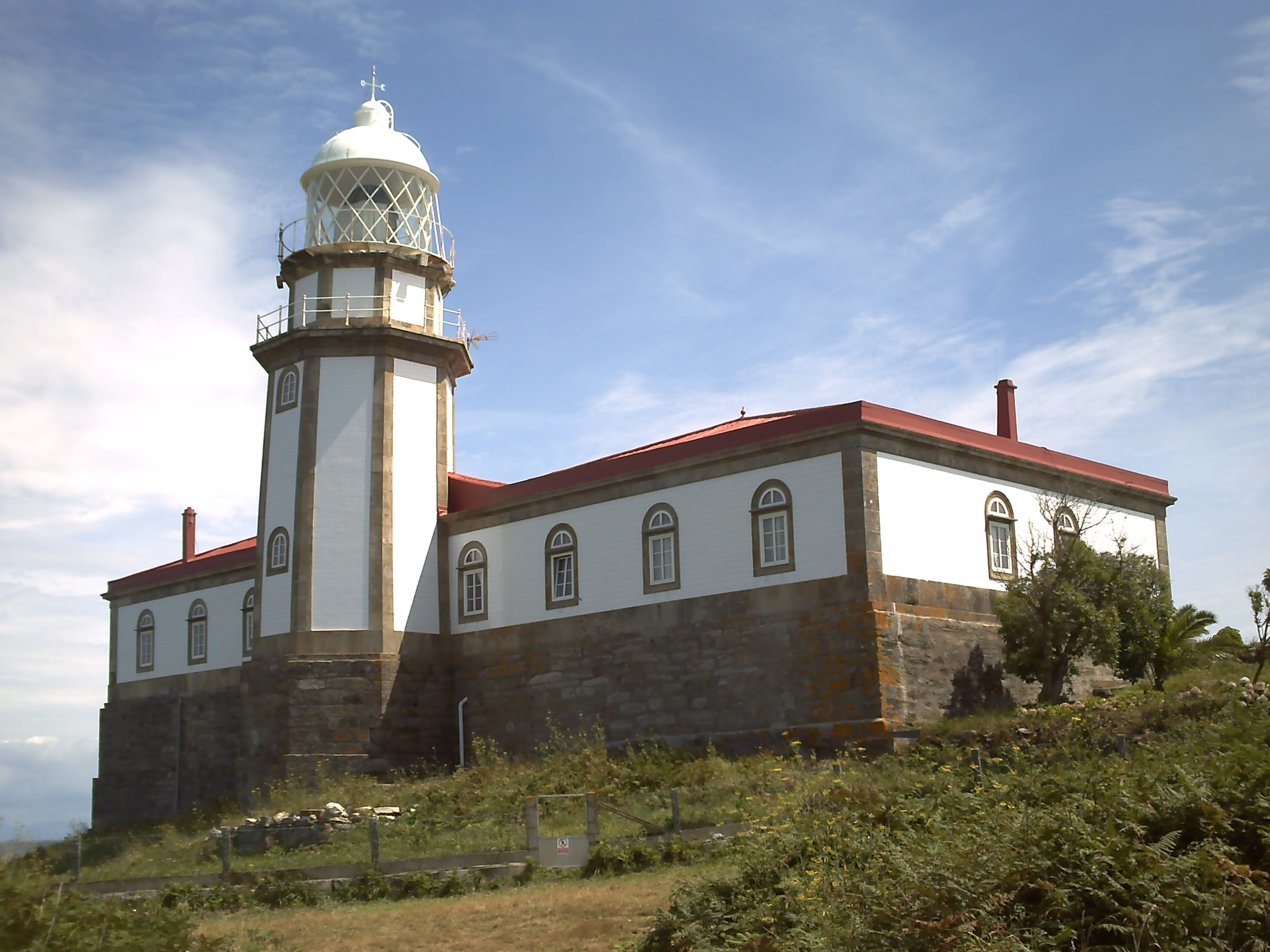
Farol situado na Ilha de Ons

- O Curro, a capital da ilha, é a aldeia mais povoada. Nela encontram-se o cais, os restaurantes, os bares e a igreja de San Xaquín.
- O Caño, é a continuação de O Curro, junto ao caminho que sobe ao farol.
- O Cucorno, é a aldeia maior em extensão e uma das mais povoadas. É também a mais alta da ilha, pois ocupa a montanha onde se situa o farol, baixando pela sua ladeira.
- O Laverco, é também uma aldeia alta situada junto ao O Cucorno, ao redor do farol.
- O Centolo ou O Sentulo, a mais setentrional de todas, é composta por umas quatro ou cinco casas situadas no extremo setentrional da ilha, numa zona bastante alta.
- Melide, cerca do Santolo, para o farol. Muitos insulares consideram que esta aldeia faz parte do Santolo, pela proximidade e por não contar mais do que três casas.
- A Chan da Pólvora, é composta por meia dúzia de casas um pouco desviadas da pista que sobe ao farol. Nesta aldeia situa-se o acampamento da ilha.
- Canexol, está situada para sul da ilha, na ribeira do mar. Nela encontra-se o cemitério.
- Pereiró, trata-se da aldeia mais meridional da ilha, e uma das maiores. O seu território é dos mais férteis da ilha. Encontra-se por detrás da praia do mesmo nome.

No verão, a maioria dos insulares que migraram ao continente (sobretudo para a península do Morrazo) regressam à ilha para passar a temporada de verão nas suas casas da ilha de Ons; muitos inclusive regressam já na primavera. Pode-se afirmar, portanto, que a ilha possui majoritariamente uma população sazonal, sendo muito abaixo o número de moradores que permanecem nela todo o ano. A população de Ons passa do meio milhar durante o verão, e nisto acrescentam-se as centenas de visitantes diários à ilha e também os campistas que nela pousam.
Evolução demográfica da ilha de Ons (1900 - 2012)
| 1900 | 1910 | 1930 | 1940 | 1950 | 1955 | 1960 | 1970 | 1975 | 1986 | 2000 | 2001 | 2002 | 2003 | 2004 | 2005 | 2006 | 2007 | 2008 | 2009 | 2010 | 2011 | 2012 |
| 299  | 276  | 375  | 421  | 435  | 530  | 464  | 370  | 195  | 16   | 58   | 59   | 62   | 61   | 63   | 61   | 70   | 71   | 72   | 77   | 78   | 80   | 79   |

### Clima
O clima de Ons, como o das ilhas Cíes, denota uma certa diferença com o resto das Rias Baixas, por ser mais seco, mais ensolarado e mais ventoso. Contudo, as precipitações médias anuais da ilha continuam sendo relativamente elevadas (1 200 mm). A temperatura média é de 14,6 °C. O seu clima qualifica-se como mediterrânico sub-húmido com uma forte tendência atlântica.

## Fauna

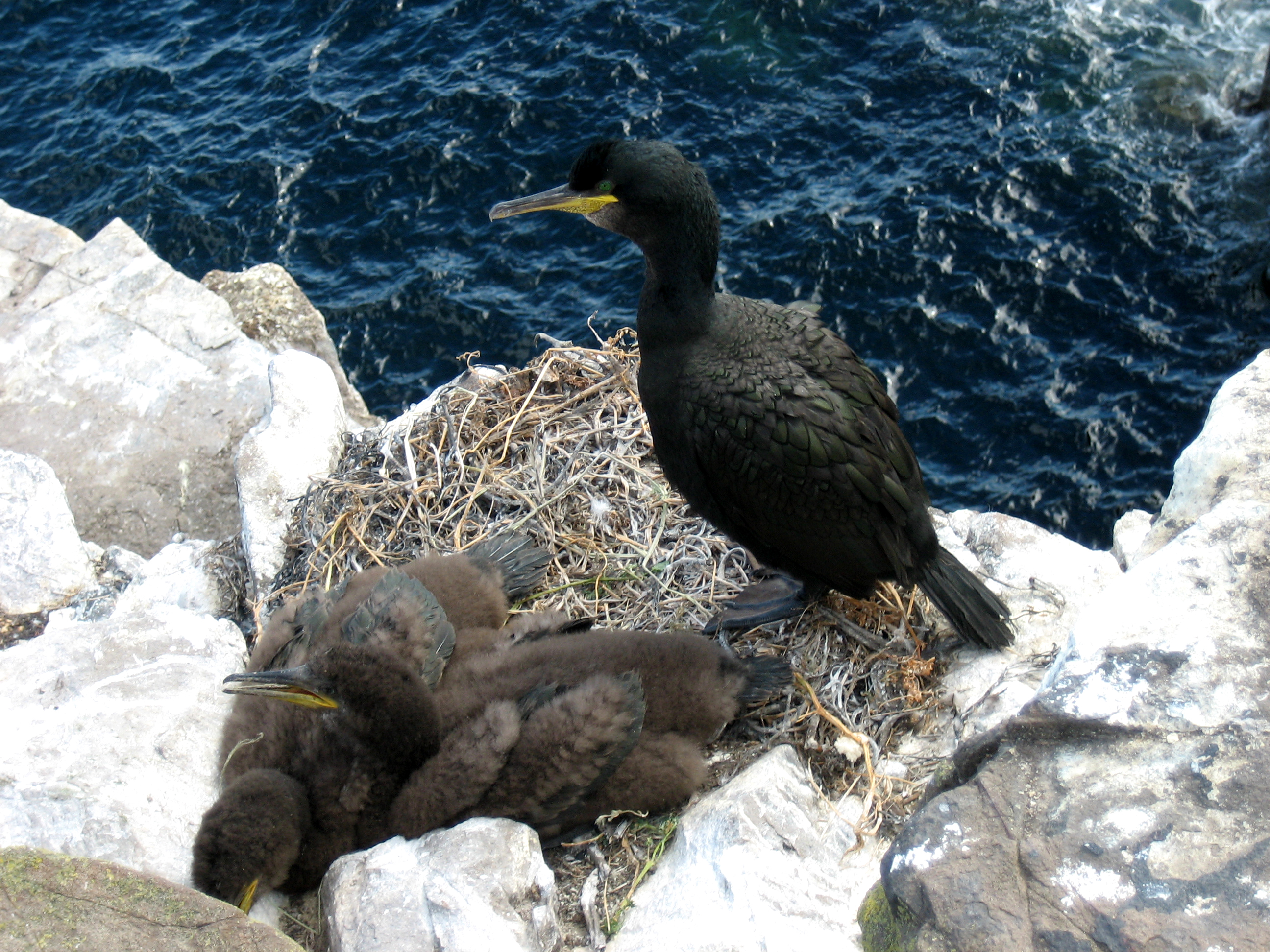
Corvo-marinho-de-crista

Entre a fauna destaca a colónia de corvo-marinho-de-crista (Phalacrocorax aristotelis) que se criam nos cantis mais inacessíveis, e cuja povoação na ilha representa junto à das ilhas Cíes o 25% da população da espécie a nível mundial. Nos cantis e ilhéus da zona norte também habitam a gaivota-de-patas-amarelas (Larus michahellis) e a gaivota-de-asa-escura (Larus fuscus). O airo (Uria aalgae) desapareceu da ilha na década de 1960; atualmente, encontra-se em vias de extinção. Em 1989 só restavam dois ou quatro pares nas ilhas Sisargas, 15 ou 20 na ilha Vilán de Fora (Corunha) e um ou dois nas ilhas Cíes. Na ilha de Ons também podem encontrar-se alguns dos poucos casais de gralha-de-bico-vermelho (Pyrrhocorax pyrrhocorax) que aninham no litoral galego. Entre as aves de rapina destaca-se a presença do minhoto ou águia-de-asa-redonda (Buteo buteo), o gavião-da-europa (Accipiter nisus), e o açor (Accipiter gentilis). Entre os répteis destaca a cobra-de-escada (Rhinechis scalaris ou Elaphe scalaris) e o sardão (Lacerta lepida ou Timon lepidus).
Por outra lado, a ilha é um importante enclave de descanso das aves migratórias, e os seus fundos marinhos possuem uma grande riqueza.

## Flora

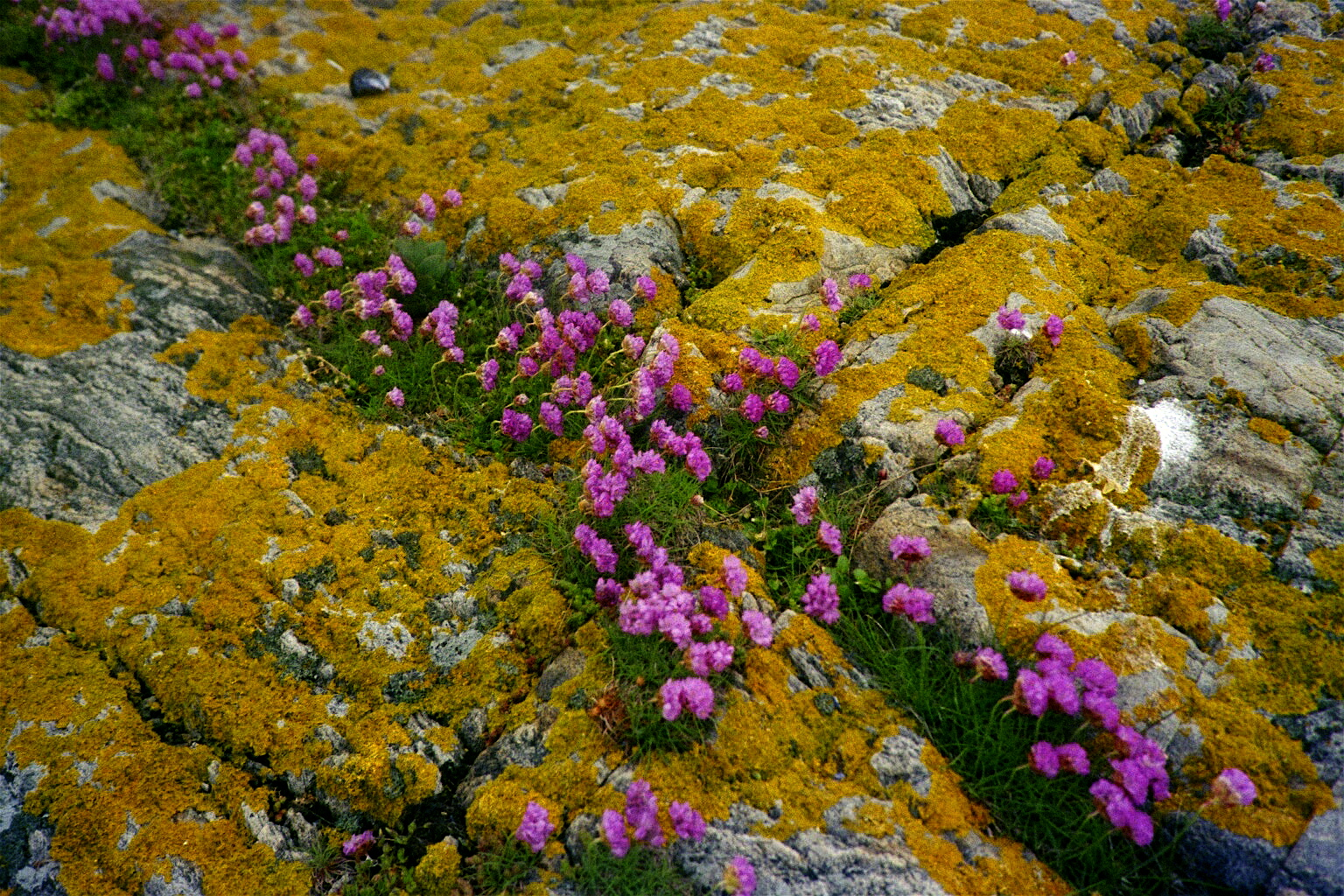
Erva de manorar

Ainda que no passado provavelmente Ons contasse com massas arbóreas de bétulas (Betula) e de "cerquinhos" (Quercus pyrenaica), atualmente não há quase presença delas, apenas algumas bétulas perto das fontes devido aos incêndios contínuos, consequências da histórica rebeldia dos insulares. A vegetação arbórea atual é constituída por alguns pinheirais, um eucaliptal perto da praia de Melide, algumas árvores frutíferas e algumas acácias. A maior parte da ilha está coberta por mato, principalmente tojo, também "erva de namorar" (Armeria maritima) e Angelica pachycarpa. Nas praias se destacam duas espécies fixadoras de dunas: "feio de praia" (Ammophila arenaria, espécie da Ammophila) e Agropyrum junceum (ou Agropyron junceiforme).

## História
A ilha já era habitada na Idade do Bronze, como foi evidenciado pelos numerosos achados de materiais desta época, encontrados por toda a superfície da ilha. Existem dois castros, o de Castelo dos Mouros e o da Cova da Loba; um sepulcro antropomorfo e restos do que pôde ser um mosteiro.

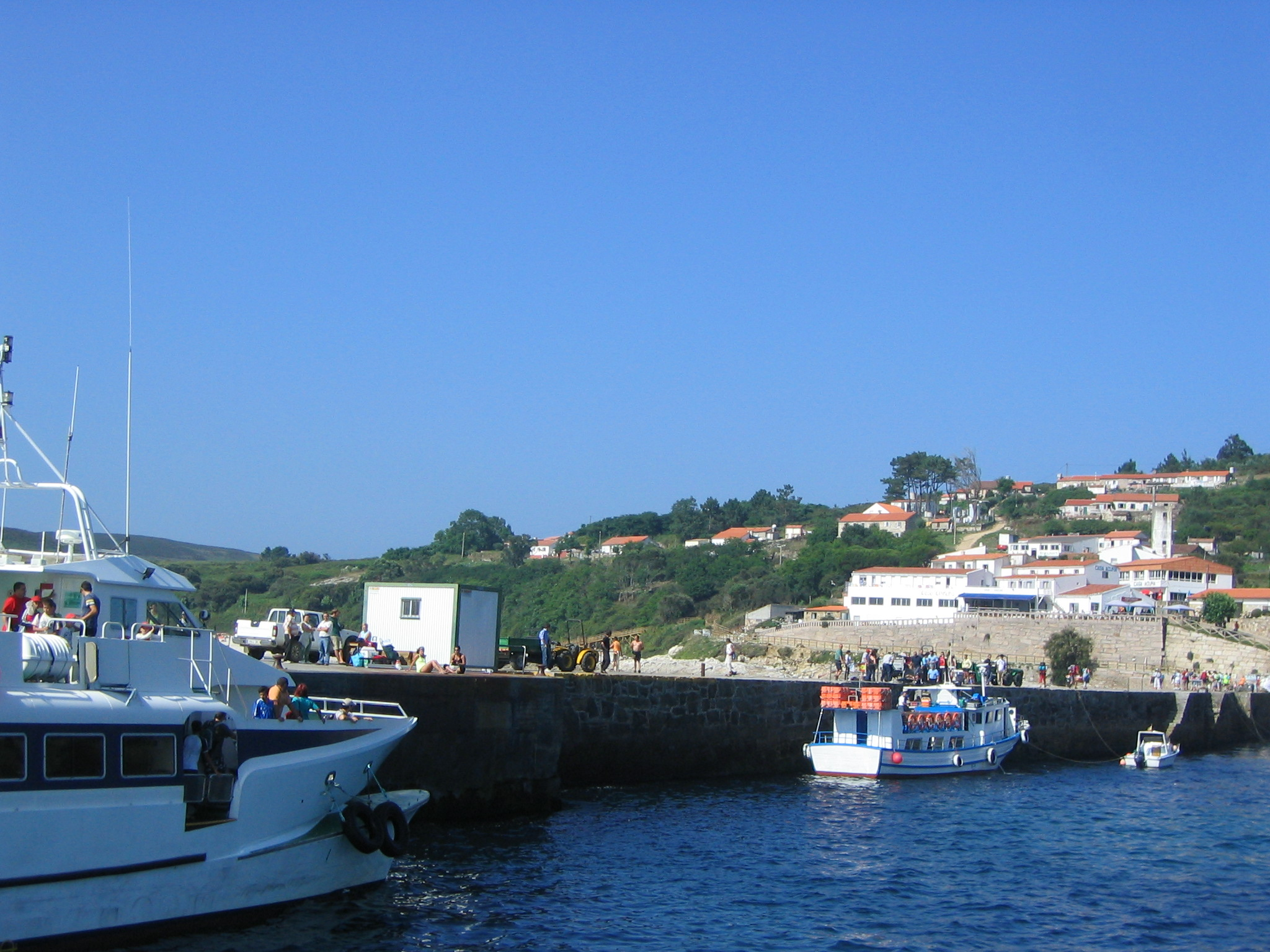
Cais de Ons

No século I apareceu a primeira notícia sobre a ilha: Caio Plínio Segundo citada na sua descrição da Península Ibérica como insula Aunios. As seguintes referências datam de 899, ano em que foi doada à Catedral de Santiago de Compostela pelos reis Afonso III das Astúrias o Magno, Ordonho II da Galiza e Leão e Afonso V de Leão.
No século XVI apareceu a Família Montenegro como dona da Ilha, ao ser-lhe cedida pelo arcebispo Gaspar de Zúñiga y Avellaneda, o que se pode comprovar pelos documentos existentes no Museu de Pontevedra do foreiro pagador a Dom Antonio Sarmiento Montenegro. Este assentamento viu-se obrigado a fugir no início do século XVII pelas aterradoras incursões à costa dos corsários nortenhos e piratas turcos. Posteriormente, foi passada em herança aos descendentes de Montenegro, que gozaram da sua propriedade até o ano 1810, quando a Junta Provincial de Armamento e Defesa da província de Santiago ordena defender a entrada da Ria de Pontevedra. Para suportar os enormes gastos, decidiu-se dividir a ilha em Ações de Primeira Classe àqueles que a quisessem trabalhar, tendo que pagar um cânone a modo de juro.

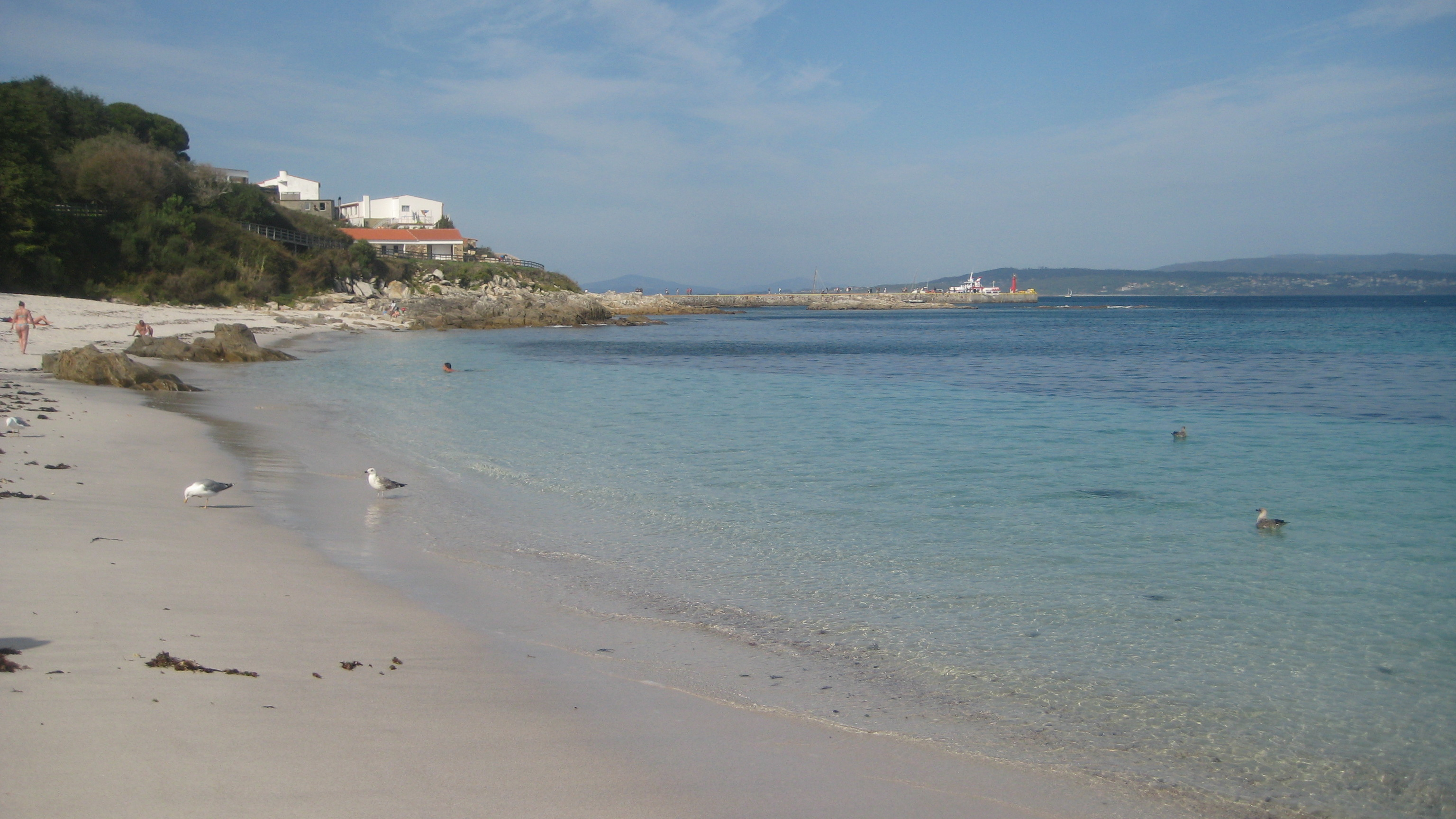
Praia na ilha de Ons

Depois dos conflitos entre a Igreja e a Nobreza pela sua posse, esta saldou-se a favor do Marquês de Valladares, o que permitiu a instalação de uma fábrica de salgadura nos arredores do cais entre os anos 1835-1840. Isto produziu uma mudança na economia da Ilha. Após a decadência da salgadura em 1929, foi quando tomou um novo rumo, sendo vendida a Manuel Riobó por 250 mil pesetas, que formou nela uma Sociedade Mercantil dedicada a secagem e comercialização de polvo e congro. Até gozarem de uma década de bem-estar e prosperidade em 1936, já que o grande número de polvos e o domínio dos insulares na arte da pesca e da dorna os converte no principal ponto de referência quando se fala deste cefalópode nas Rias Baixas.
Em 1936, com o começo da Guerra Civil Espanhola, o então dono da ilha, Didio Riobó, é procurado e perseguido pelas suas ideias políticas. Devido a esta perseguição decide suicidar-se, ficando os insulares desde esse momento numa situação de abandono e incerteza sobre o seu futuro e o das suas propriedades.

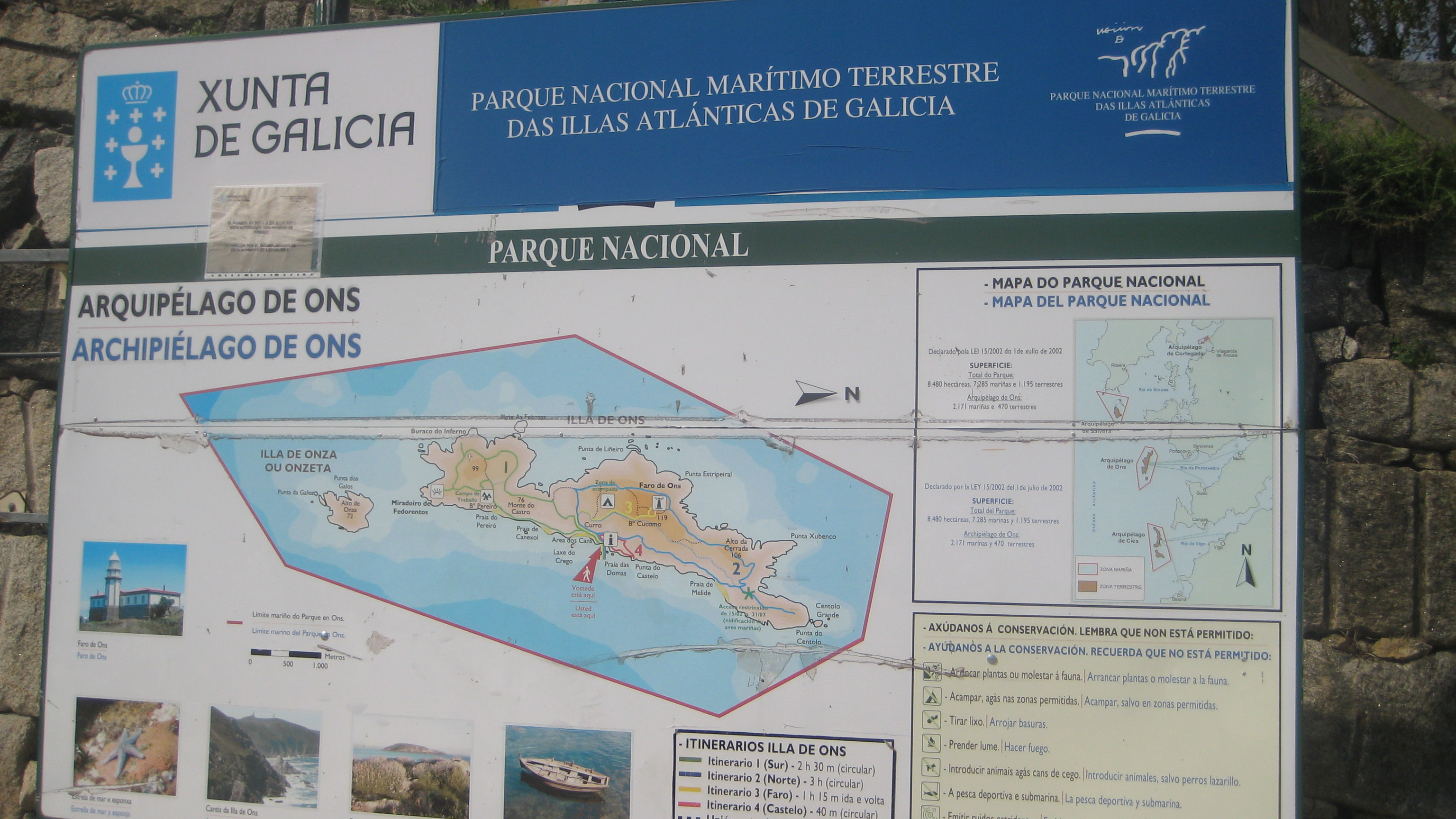
Cartaz com o plano da ilha

A ilha é expropriada no ano de 1940, pelo Ministério da Guerra, e foi passando através dos anos de um organismo para outro: Colonização, Instituto para la Conservación de la Naturaleza (ICONA) e Irida, até que finalmente no ano 1984 foi transferida à Junta da Galiza.
Hoje constitui um bem de domínio público, mas com a situação dos morados ainda por resolver. Entretanto, os moradores reivindicam o direito à sua propriedade das casas, construídas por eles e pelos seus antepassados, já o governo autónomo tem-se dedicado a realizar um estudo jurídico para solucionar esta situação incomum.